# Der Sommerfänger
Der Sommerfänger ist ein Thriller von Monika Feth. Das im April 2011 bei cbt erschienene Jugendbuch ist der fünfte Band um die Figuren Jette und Merle.
Die Taschenbuchausgabe erreichte im Mai 2011 Platz 5 der Spiegel-Bestsellerliste.

## Inhalt
Die Handlung spielt zwei Jahre nach den Ereignissen in Band 4. Jette, Merle, Mina, Ilka und Mike wohnen inzwischen zusammen auf einem alten Bauernhof. Lukas, der neue Freund von Jette, ist Aussteiger einer kriminellen Organisation und lebt seitdem mit neuer Identität im Zeugenschutzprogramm. Davon erzählt er jedoch Jette nichts, obwohl er inzwischen mit ihr zusammen ist. Als Lukas’ Mitbewohner Albert Kluth ermordet in der Badewanne der gemeinsamen WG in Köln aufgefunden wird, ergreift er die Flucht. Kommissar Bert Melzig, der sich nach Köln versetzen ließ, ermittelt zusammen mit seiner Kollegin Tessa Wiefinger.
Lukas landet auf der Flucht in Aachen, wo er seinen alten Volvo zurücklässt und gegen einen Golf tauscht, in dem er verschiedene Nummernschilder und Identitäten versteckt hat. Er hinterlässt Jette auf der Mailbox eine Nachricht, dass er nichts mit dem Tod von Albert zu tun habe und sie das Beste in seinem Leben gewesen sei, sie sich aber nicht mehr sehen dürften. Jette und Merle machen sich auf die Suche nach ihm.
Ständig darauf bedacht, nicht von seinem früheren Freund und nun Erzfeind Kristof, der nun führendes Mitglied in der Organisation ist, verfolgt zu werden, setzt Lukas seinen Weg nach Hildesheim fort und übernachtet dort in einem kleinen Ferienapartment. Als er vom Frühstück zurückkehrt, findet er die Wohnungstür nur angelehnt und entdeckt auf dem Bidet die tote Studentin Lisa. Auf dem Spiegel steht mit rotem Lippenstift ein Smiley und die Nachricht „Nr. 2“ geschrieben. Lukas ergreift erneut die Flucht und macht sich auf den Weg nach Aurich, wo er ein weiteres Mitglied der Organisation sieht: Ron.
Merle und Jette sind durch einen Zeitungsartikel auf den zweiten Mord aufmerksam geworden und forschen in Hildesheim nach. Nach einem gescheiterten Gespräch mit einer Journalistin greift Kommissar Bert Melzig die beiden auf und schickt sie nach Hause. Lukas macht sich auf den Weg zu seinem Elternhaus in Bautzen und übernachtet in einem Hotel in Kamenz, wo das dritte Opfer Siri von ihrem Freund Achim Penske im Fahrstuhl des Hotels gefunden wird. Panisch verlässt Lukas auch diesen Ort und macht sich auf den Weg zu seinem alten Jiu-Jitsu-Trainer Akito Ono, der in einem Haus in Pirna lebt. Ono trainiert mit Lukas und überlässt ihm sein Auto. Lukas ist es gelungen, seine Verfolger abzuschütteln.
In der Zwischenzeit wurde im Tierheim eingebrochen und alle Katzen bis auf einen Kater grausam ermordet. Mike wird niedergeschlagen von Ilka aufgefunden und ins Krankenhaus gebracht. Jette bekommt eine SMS mit der Nachricht „Nr. 4“ und einem Smiley, doch Mike überlebt. Jette arbeitet im St. Marien, als sie einen Anruf von Lukas bekommt, der sich mit ihr in einem nahegelegenen Blockhaus im Wald treffen will. Sofort sagt Jette zu und bittet Beckie, ihre Schicht zu übernehmen. Diese sagt zu und überlässt Jette ihren Wagen. Während Jette auf Lukas trifft, wird Beckie von Kristof ermordet, die er von hinten für Jette hält.
Im Wald benachrichtigt Jette den Kommissar, sobald Lukas eingeschlafen ist. Er fühlt sich zunächst von Jette verraten, akzeptiert dann aber den Anruf. Beide werden von Melzig zur Polizeipsychologin Isa gebracht. Dort taucht Kristof mit seinen Verbündeten Ron und dem Doc auf, um das Spiel zu beenden. Isa wird angeschossen, überlebt aber. Es stellt sich heraus, dass Tessa Wiefinger  mit der Organisation zusammenarbeitet. Sie stürzt bei einem Kampf zusammen mit Ron vom Balkon. Beide überleben den Sturz nicht. Die anderen Täter werden gefasst und vor Gericht gebracht. Lukas zieht zu Jette und ihren Freunden auf den Bauernhof.

## Kritiken
- „Außergewöhnliche Charaktere und ein Spannungsbogen, der auch dann noch fesselt, als die Leser längst begriffen haben, wer der Mörder ist“. (Süddeutsche Zeitung)

## Weitere Bücher der Reihe
- Der Erdbeerpflücker (2003)
- Der Mädchenmaler (2005)
- Der Scherbensammler (2007)
- Der Schattengänger (2009)
- Der Bilderwächter (2013)

## Ausgaben
- Monika Feth: Der Schattengänger. cbt 2011, ISBN 978-3-570-30721-2
- Monika Feth: Der Schattengänger. Gesprochen von Julia Nachtmann. Jumbo Neue Medien & Verlag 2011, ISBN 978-3-8337-2740-5